# Templo de la Sagrada Familia din Cuzco
Templo de la Sagrada Familia (Templul Sfintei Familii), numit și Templo de Jesús, María y José, este o biserică renascentistă situată în orașul Cuzco, regiunea Cuzco, Peru. Această clădire a fost proiectată de Francisco Becerra.

## Istorie
La 13 septembrie 1723, a fost pusă piatră de temelie pentru a începe construcția Templo de la Sagrada Familia, prin ordinul episcopului Gabriel de Arregui, după proiectarea acesteia de către Francisco Becerra. După moartea arhitectului însărcinat cu lucrarea, construcția a fost reluată în 1733 și a fost finalizată la 3 septembrie 1735.
În 1996, cu sprijinul Arhiepiscopiei Cuzco și al Uniunii Europene, templul a fost restaurat după ce a fost închis aproximativ 30 de ani.

## Descriere
Templul este compus dintr-un naos având forma unei cruci latine, cu un plan dreptunghiular și cu nișe laterale mici. Pereții din interiorul templului sunt realizați din piatră lustruită cu tencuială de var. Întreaga biserică este de asemenea construită cu andezit. Acoperișul templului este alcătuit din cinci bolți construite cu cărămizi dreptunghiulare. În sectorul prezbiteriului este amplasat retablul sau altarul baroc cu două sacristii laterale. Peretele fațadei este tratat ca o pânză dreptunghiulară din piatră, compusă din trei corpuri. Încoronarea fațadei este un element de bordură cu ornamente circulare pe care se întinde cornișa.
Templul are un altar din cedru, realizat în 1737, realizat în stil baroc, sculptat și aurit, cu imagini și pânze în cea mai mare parte vechi și un frumos front de argint, precum sunt realizate și tabernacolul și suporturile. Este consemnat că, în 1745, José Pardo de Figueroa, marchizul din San Lorenzo de Valleumbroso, a donat fațada de argint, precum și o lampă de argint și o lampă de cristal.
Picturile interioare sunt realizate de indigenul nobil Antonio Sinchi Roca. Tablourile sunt intitulate Euharistia, Penitența și Botezul, care este posibil să fi făcut parte dintr-o serie dedicată Jurămintelor. În alt loc, a fost pictat portretul episcopului Gabriel de Arregui, persoana care a început construcția templului.